# Paul Di'Anno
Paul Andrews, mer känd som Paul Di'Anno, född 17 maj 1958 i Chingford i dåvarande Essex (numera i Waltham Forest, London), död 21 oktober 2024 i Salisbury, Wiltshire, var den första framstående sångaren i det brittiska heavy metal-bandet Iron Maiden. Han var medlem i gruppen mellan åren 1978 och 1981, då han sparkades på grund av alkohol- och drogproblem.
Efter sin karriär i Iron Maiden släppte Di'Anno flera album, både som soloartist och i band som Gogmagog, Battlezone, Praying Mantis och Killers.
I mitten av 1990-talet började rykten dyka upp om att Di'Anno kanske åter skulle gå med Iron Maiden (efter att Bruce Dickinson hoppat av bandet 1993), men spekulationerna visade sig vara fel eftersom Iron Maiden tog med sångaren Blaze Bayley istället, innan Dickinson återvände 1999.
I början av det nya millenniet flyttade Di'Anno till Brasilien där han spelade in ny musik (hans sista soloalbum, Living Dead, som var en re-release av hans band Di'Annos Nomad från 2000 kom 2006). Han ägde även ett hotell i England.
Di'Anno var ateist och hade tatueringar som lydde "666" och "GOD = SUCKER" i nacken. Det ryktades att han hade konverterat till Islam under 1990-talet, något som han senare förnekade: "I think religion kills everybody. I don’t believe in it. ... No, my father was a muslim, I must admit. But I don’t give a fuck." 

## Karriär

### Iron Maiden
Den självbetitlade första skivan Iron Maiden från 1980 blev snabbt en klassiker. Bandet blandade punkens energi i låtarna med riffen från metal, det blev som en karta till framtida rockgenre som thrash metal, punk metal och speed metal. 1981 släppte Di'Anno och Iron Maiden sitt andra album Killers och en live-EP, Maiden Japan. Maiden ersatte sedan frontmannen Di'Anno med Samsons frontman Bruce Dickinson och bandet blev en av världens största metalband.
Di'Anno fick sparken efter ett möte med bandet och deras manager Rod Smallwood. Di'Anno sa det här om mötet: "It's like having Mussolini and Adolf Hitler run your band. Because it is Rod Smallwood and Steve Harris and that's it. There can't be anyone else and my character is too strong for that so me an' Steve was always fighting".

### Di'Anno
"Di'Anno" var Paul Di'Annos första projekt sedan han lämnat Iron Maiden. Gruppen kallades ursprungligen för "Lonewolf", men efter problem med en grupp som redan kallade sig "Lone Wolf" bytte gruppen namn. De spelade in sitt första album under den enkla titeln Di'Anno. Under turnén vägrade Paul att spela några Iron Maiden-låtar (till publikens stora besvikelse). Gruppen spelade istället sina egna låtar och en del covers. Efter en mindre framgång splittrades sexmannabandet efter turnén.

### Gogmagog
1985 hamnade Di'Anno på ett projekt med några inhyrda musikanter. Gruppen kallade sig "Gogmagog" och sattes ihop av DJ:n och skivproducenten Jonathan King. Gogmagog var ett projekt med rockopera. King tog med Di'Anno direkt efter det misslyckade skivsläppet och turnén med hans självbetitlade band "Di'Anno". Projektet Gogmagog hade stor potential eftersom King kunde ta med välkända och bra artister som Clive Burr som även han spelat i Iron Maiden, Janick Gers från Gillian, White Spirit och senare Iron Maiden, Neil Murray från Whitesnake och senare Black Sabbath och originalgitarristen från Def Leppard, Pete Willies. Russ Ballard skrev de sånger som senare hamnade på en EP med tre låtar. Det intressanta med EP:n är att den inte släpptes förrän efter att bandet hade splittras. De tre sångerna är bara demon av vad som senare var tänkt att bli ett album, men som aldrig blev av.

### Battlezone
Efter att hans självbetitlade band Di'Anno splittrats startade Paul Di'Anno ett nytt band, Strike, när han befanns sig i USA. Med sig hade han trummisen Bob Falck och gitarristen John Hurley. När han återvände till England bytte bandet namn till Battlezone.
Bandets medlemmar blev senare Di'Anno på sång, gitarristerna John Hurley och Darren Aldridge, basisten Laurence Kessler och Adam Parsons på trummor. Dock hoppade Parsons snart av och Falck togs åter in för att spela trummor på bandets första album Fighting Back.
Battlezone turnerade i Amerika under 1987 för att göra reklam för sitt debutalbum Fighting Back men musikaliska skiljaktigheter, bråk och slagsmål ledde till att John Hurley och Bob Falck lämnade bandet efter den första turnén. De två medlemmarna blev snabbt ersatta av de före detta medlemmarna från bandet Persian Risk Graham Bath och Steve Hopgood.
De släppt ett andra album, Children of Madness, som nådde en ganska stor framgång. Videon för I Don't Wanna Know spelades en del på MTV i USA. Droger och bråk pågick dock inom bandet och i slutet av sin turné hade de flesta medlemmarna slutat och Paul Di'Anno fick avsluta turnén med ett hopplockat band.
Efter att Battlezone splittras startade Di'Anno och Hopgood power metal bandet Killers som släppte fyra album. Under tiden släppte Di'Anno flera soloalbum. Han medverkade också i gruppen Praying Mantis under en turné i Japan 1990 och senare livealbumet Live at Last med en före detta Iron Maiden gitarristen Dennis Stratton.
1998 återupptog Di'Anno bandet Battlezone. Han fick med sig flera andra som han spelat med tidigare. Bandet släppte albumet Feel My Pain. Bandet åkte på turné i Brasilien och senare även i övriga Sydamerika.
Bandet tog sig lite vatten över huvudet, eftersom de var populära i Brasilien så bokade de även en spelning i England. På den dök bara ett hundratal personer upp. Senare släpptes ett samlingsalbum med Battlezone, Cessation of Hostilites.

### Killers
Killers formades 1990 eller 1991. Di'Anno och Steve Hopgood som han spelade ihop med i bandet Battlezone fick med sig Cliff Evans och de startade ett band. Senare gick John Gallagher och Ray De Tone med bandet. Inom bara några dagar spelade bandet in livealbumet "Assault on South America". Albumet innehöll några Iron Maiden- och Battlezonelåtar samt några covers på låtar som We Will Rock You och Smoke on the Water. Skivan spelades in i Sydamerika och släpptes för den sydamerikanska marknaden. En piratkopia av skivan släpptes senare i övriga världen med ett annat omslag och utan att bandet fick några pengar för den.
Killers spelade sedan för flera stora skivbolag, däribland Virgin, EMI och Sony och BMG. Bandet spelade bara Iron Maiden-låtar eftersom de inte skrivit något eget material ännu. En av dåvarande BMG:s representanter blev intresserad av bandet och gav bandet ett kontrakt på 250 000 dollar. Dock var BMG ovetande om att sångaren tidigare spelat i Iron Maiden.
Direkt efter att Killers fått sitt skivkontrakt började de skriva sitt första album Murder One. Bandet övade och spelade in albumet i New York och skivan blev klar på nästan bara en månad.
Efter ett kortvarigt giftermål med en brittisk kvinna flyttade Di'Anno till Los Angeles med sin nya flickvän. Ett slagsmål mellan dem där en kniv var inblandad ledde till att Paul blev arresterad för misshandel och kokaininnehav. Han dömdes till fyra månaders fängelse. Under sin tid där skrev Di'Anno nya sånger för sitt nästa album med Killers.
Efter att ha blivit utvisad ur USA flyttade Di'Anno åter till Storbritannien. Han skrev ett nytt kontrakt med ett skivbolag och flyttade till Newcastle där de spelade in sitt andra studioalbum Menace To Society. Med sin Pantera-stil över musiken blev det ett svagt mottagande av många kritiker, förutom i tidningen "Metal Hammer" i Tyskland där den blev framröstad som "Bästa nya album" det året.
Under 2003 var Paul och Cliff de enda kvarstående medlemmarna från originaluppsättningen av bandet. Enligt Di'Anno försökte han få med den tidigare trummisen i Iron Maiden, Clive Burr, men denna kunde inte delta. Senare visade det sig att Burr led av MS.
John Gallagher från Raven spelade under en kort tid i bandet.

## Övrigt
Di'Anno har även släppt den kritikerrosade biografin The Beast (ISBN 1-904034-03-9). Där nämns bland annat alla överdoser och droger han provat, samt om hans utspel mot Steve Harris var den bidragande orsaken till att han fick sparken från Iron Maiden.

## Diskografi

### Album med Iron Maiden
- Iron Maiden (1980)
- Killers (1981)

### Album medDi'Anno
- Di'Anno (1984)
- Nomad (2000)

### Album som Paul Di'Anno
- The Original Iron Men (1997)
- As Hard As Iron (1997)
- Beyond the Maiden (The Best Of) (1999)
- The Masters (1999)
- The Living Dead (2006)
- The Early Iron Maiden Songbook (2010)

### Album med Battlezone
- Fighting Back (1986)
- Children of Madness (1987)
- Warchild (album)|Warchild (1988)
- Feel My Pain (1998)
- Cessation of Hostilities (2001)

### Album med Killers
- Murder One (1992)
- Menace to Society (1997)
- Live (1997)
- New Live & Rare (1998)
- Killers Live at the Whiskey (2001)
- Screaming Blue Murder - The Very Best of Paul Di'Anno's Killers (2002)

### Album med Gogmagog
- I Will Be There EP (1985)